# Benins herrlandslag i fotboll
Benins herrlandslag i fotboll  representerar Benin i fotboll. Laget spelade sin första landskamp den 8 november 1959 som Dahomey, och förlorade med 0-1 mot Nigeria i Nkrumah Cup. Laget har aldrig kvalificerat sig till fotbolls-VM.

## Afrikanska mästerskapet
2004 kvalade Benin för första gången in sig till Afrikanska mästerskapet då man kommit före Zambia i kvalet. De hamnade i en grupp med Nigeria, Marocko och Sydafrika. Debuten var respektabel med en 0–2-förlust mot Sydafrika. Nästa match förlorades med 0–4 mot Marocko. Sista matchen var också respektabel med bara 1–2 mot Nigeria. Benin gjorde endast en mål under turneringen och det gjordes av Moussa Latoundji.
2008 var Benin tillbaks. Benin gjorde en bättre turnering och förlorade med 0-1 mot Mali på en straff, 0-2 mot Nigeria då det stod 0-0 i nästan 50 minuter samt 1-4 mot Elfenbenskusten. Återigen tog Benin 0 poäng och gjorde 1 mål. Enda målet denna gång gjorde profilen Razak Omotoyossi.
2010 var Benin ännu en gång med i afrikanska mästerskapet. I kvalet stod man för en av de stora skrällarna då man gått vidare på bekostnad av Sudan. Mot Sudan vann man både hemma och borta och mot Mali tog man en pinne och man skrällslog Ghana med 1-0 tack vare ett avgörande mål av Mohamed Aoudou. I turneringen placerades Benin med Egypten (mästare 2008), Nigeria (som kvalat till VM) samt Moçambique. I första matchen ledde Benin med 2-0 mot Moçambique med tappade det till 2-2. Trots det sågs det som en skräll då Benin aldrig tagit poäng i afrikanska mästerskapet. I andra matchen förlorade Benin med 0-1 mot Nigeria på straff. I sista matchen förlorade Benin med 0-2 mot Egypten varmed Benin slutade trea i sin grupp och inte gick vidare. Trots detta är det Benins bästa insats hittills då man tog 1 poäng.

## Profiler
- Razak Omotoyossi, Al-Zamalek
- Stéphane Sessegnon, Sunderland

## Anmärkningslista
1. ↑  DAH som Dahomey